# SANE
Scanner Access Now Easy (SANE) – wieloplatformowy interfejs programowania aplikacji API, który umożliwia dostęp do większości skanerów optycznych. Interfejs Sane jest rozwijany na zasadach FLOSS, co oznacza, że każdy może pomóc w jego tworzeniu. 
SANE różni się od TWAIN tym, że rozdzielone w nim zostały interfejs użytkownika (front-end) i sterowniki sprzętowe (back-end). TWAIN pełni obie te funkcje, podczas gdy Sane oprócz komunikacji ze sprzętem, zapewnia jedynie graficzny interfejs ustawień skanowania (np. rozdzielczość, obszar, ustawienia kolorów).
Taki podział ułatwia sieciową obsługę skanowania, na komputerze wyposażonym w skaner, demon Sane jedynie obsługuje zapytanie wysyłane z innych komputerów, ułatwia to pisanie aplikacji oraz zmniejsza ryzyko wystąpienia konfliktów.

## Graficzne interface'y użytkownika (GUI)

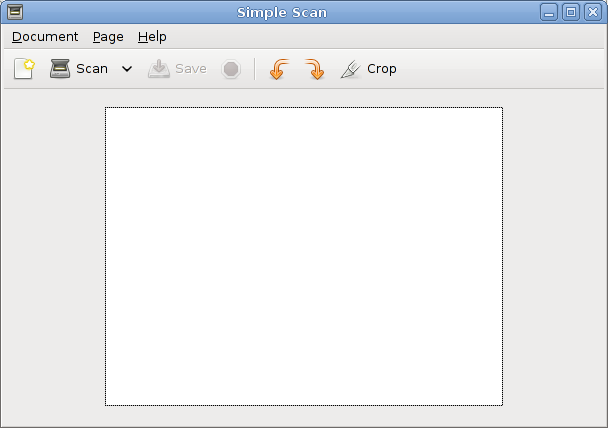
Simple Scan 2.32.0

- XSane GUI – dostępne na: Microsoft Windows, Linuksa, UNIX i OS/2 (GNU GPL)
- Simple Scan – uproszczone GUI (Ubuntu)
- gscan2pdf – do skanowania dokumentów do PDF
- SwingSane – cross-platform oparty na Javie.